# Estación de Reus
Estación de Reus vasútállomás Spanyolországban, Reus településen.

## Vasútvonalak
Az állomást az alábbi vasútvonalak érintik:
- Tarragona-Reus-Lérida-vasútvonal
- Reus-Caspe-vasútvonal
- Miraflores-Tarragona-vasútvonal
- Roda de Barà-Reus-vasútvonal
- Madrid-Barcelona-vasútvonal

## Kapcsolódó állomások
A vasútállomáshoz az alábbi állomások vannak a legközelebb:
- Estació de Vila-seca (Estación de Tarragona, RT1)
- Les Borges del Camp station
- La Selva del Camp station

## Forgalom
A Madrid és Barcelona közötti nagysebességű vasútvonal megépítése után a távolsági vonatok forgalma nagymértékben visszaesett az állomáson. Az utolsó távolsági járat az Estrella Costa Brava volt, mely 2015-ig érintette az állomást.

## Képgaléria

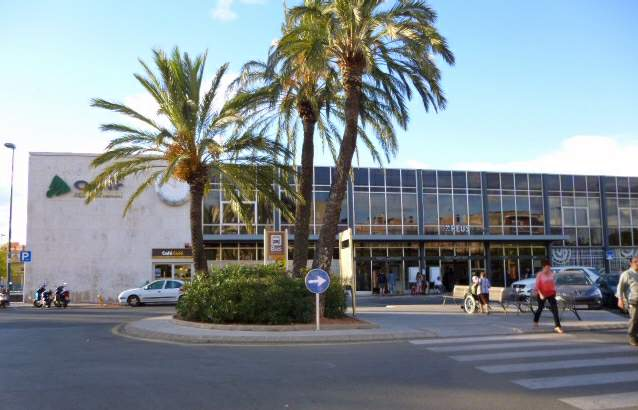
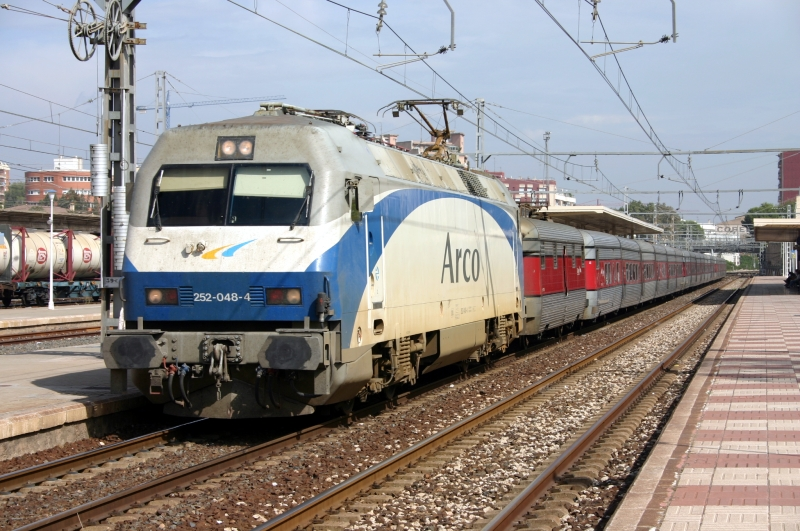
Az Estrella Costa Brava 2004. október 9-én az állomáson